# محمد عبد اللطيف (وزير)
محمد أحمد عبد اللطيف رمضان (20 يونيو 1972 -) هو وزير التعليم المصري في وزارة مصطفى مدبولي الثانية.

## حياته ونشأته
ولد محمد عبد اللطيف 20 يونيو 1972 بالقاهرة، سافر في سن صغير إلى الولايات المتحدة لاستكمال دراسته العالية هناك، ذكرت مواقع الحكومة المصرية لدى توليه الوزارة  أنه حصل على الدكتوراه في التربية من جامعة كارديف سيتي بالولايات المتحدة[محل شك]، والماجستير في تطوير ألية التعليم من جامعة لورانس، له العديد من المؤلفات والبحوث في مجال التربية والتعليم، جده المشير أحمد إسماعيل القائد العام سابقا للقوات المسلحة المصرية، وأمه نرمين إسماعيل صاحبة مجموعة مدارس خاصة. حاصل على بكالوريوس سياحة وفنادق من جامعة لورانس بالولايات المتحدة الأمريكية
حاصل على ماجستير في تطوير التعليم من جامعة لورانس بالولايات المتحدة الأمريكية
حاصل على درجة الدكتوراة بنظام التعليم عن بعد في إدارة وتطوير التعليم من جامعة كارديف سيتى الأمريكية.

## مناصب
- عضو مجلس إدارة شركة فيوتشر إنترناشيونال العاملة في مجال التعليم.[9]
- المدير التنفيذي لمجموعة مدارس نرمين إسماعيل.[10]
- وزير التربية والتعليم والتعليم الفني، في حكومة مصطفى مدبولي الثانية منذ 3 يوليو 2024.[11]